# Milan-San Remo 1982
L'édition 1982 de la course cycliste Milan-San Remo s'est déroulée le samedi 20 mars et a été remportée en solitaire par le Français Marc Gomez, après une longue échappée en compagnie d'Alain Bondue, éliminé sur chute dans les derniers kilomètres. Des favoris comme Moreno Argentin, Francesco Moser et Tommy Prim  ont fini à plus de deux minutes.

## Classement final
|    | Cycliste           | Pays     | Équipe                    | Temps           |
| -- | ------------------ | -------- | ------------------------- | --------------- |
| 1  | Marc Gomez         | France   | Wolber-Spidel             | 7 h 04 min 12 s |
| 2  | Alain Bondue       | France   | La Redoute-Motobecane     | + 10 s          |
| 3  | Moreno Argentin    | Italie   | Sammontana-Benotto        | + 2 min 01 s    |
| 4  | Francesco Moser    | Italie   | Famcucine                 | + 2 min 01 s    |
| 5  | Tommy Prim         | Suède    | Bianchi-Piaggio           | + 2 min 01 s    |
| 6  | Claudio Bortolotto | Italie   | Del Tongo-Colnago         | + 2 min 01 s    |
| 7  | Silvano Contini    | Italie   | Bianchi-Piaggio           | + 2 min 01 s    |
| 8  | Patrick Versluys   | Belgique | Sunair-Colnago-Campagnolo | + 2 min 42 s    |
| 9  | Leo van Vliet      | Pays-Bas | TI-Raleigh-Campagnolo     | + 3 min 35 s    |
| 10 | Walter Delle Case  | Italie   | Atala-Campagnolo          | + 3 min 35 s    |